# Luxémont-et-Villotte
Luxémont-et-Villotte är en kommun i departementet Marne i regionen Grand Est (tidigare regionen Champagne-Ardenne) i nordöstra Frankrike. Kommunen ligger i kantonen Vitry-le-François-Est som tillhör arrondissementet Vitry-le-François. År 2022 hade Luxémont-et-Villotte 444 invånare.

## Befolkningsutveckling
Antalet invånare i kommunen Luxémont-et-Villotte
| Referens: INSEE |